# 二甲基亞碸
二甲基亞碸（Dimethyl sulfoxide，簡稱DMSO），是分子式為(CH3)2SO的化學物質。其為一無色液體，並為重要的極性非质子溶剂。它可與許多有機溶劑及水互溶。二甲基亞碸具有極易滲透皮膚的特殊性質，造成使用人員感覺類似牡蠣或蒜頭般的味道。

## 製造
二甲基亞碸是紙漿製造過程的副產物。其主要的供應來源之一是美國的Gaylord公司。

## 用途
二甲基亞碸是許多化學反應的常用溶劑，尤其在SN2烷基化反應中是極佳的溶劑：若使用氫氧化鉀為鹼將吲哚烷基化，能得到極高產率；亦可使用苯酚取代吲哚進行相似的反應。二甲基亞碸可與碘甲烷反應而生成锍離子，並與氫化鈉反應而生成硫葉立德。因為硫氧基對其共軛鹼的穩定化作用，二甲基亚砜中的甲基略具酸性（pKa=35）。
二甲基亞碸早在1867年即已發現，但在第二次世界大戰之後才開始在商業上使用。除作為有機合成及工業應用(聚合物化學、製藥及農業化學品)的溶劑之外，也是優良的油漆清除劑，可在短時間內去除木材和金屬上的塗料。相對於許多其他油漆清除劑，如硝基甲烷及二氯甲烷，二甲基亞碸被認為是比較安全的。
在有機合成中，二甲基亞碸亦可用於許多氧化反應中，例如Pfitzner-Moffatt氧化反應和斯文氧化反應。
二甲基亞碸亦用於電子工業上的清洗劑，而其重氫取代物（DMSO-d6）則是核磁共振的優良溶劑，因它可廣泛溶解多種化合物，並幾乎不會對樣品的訊號造成影響。在低溫生物學中，二甲基亞碸則作為抗凍劑使用，並仍是用來保存器官、組織與細胞懸浮液的抗凍劑玻璃化混合物的主要成分之一。尤其在冷凍與長期儲存胚胎幹細胞與造血幹細胞方面更為重要，通常是以10%二甲基亞碸與90%胚胎血漿的混合物冷凍。在自體骨髓移植中，二甲基亞碸與病人的造血幹細胞一併重新注射入體內。另一種在生物學上重要的功能，他可以使未分化的幹細胞，誘導為成熟的肌肉細胞。它也廣泛應用於溶解在生化或細胞生物學實驗的化學品 。
二甲基亞碸使用可回溯自1963年，俄勒岡大學以Stanley Jacob為首的醫學院團隊發現二甲基亞碸能深入滲透但不破壞皮膚與其他皮膜，而且可攜帶其他物質深入生物系統中。一些人表示在接觸皮膚之後，有類似洋蔥或大蒜的氣味產生，乃是因為二甲基亞碸被代謝作用還原為二甲硫醚的關係。在醫藥上，二甲基亞碸最主要利用於局部止痛劑、局部藥物載體、消炎藥與抗氧化劑。二甲基亞碸曾被測試用於治療極多的健康狀況與疾病上。美國食品藥物管理局（FDA）目前只核准二甲基亞碸用於緩和間質性膀胱炎症狀的治療。藥物的專利權只有17年的期限, 數十年前便已開始使用的二甲基亞碸現在已經不可能取得專利權。由於藥品公司甚少會投資在沒有專利權保障的藥物上，關於二甲基亞碸的藥性的研究並不多。二甲基亞碸也是一種馬用的藥膏。
二甲基亞碸是常用的有機溶劑中，溶解能力最強的一種。它可以溶解大部份的有機物，包括碳水化合物、聚合物、肽，以及很多的無機鹽和氣體。它可以溶解相等於自己50-60%重量的溶質（其他一般溶劑只可以溶解10-20%），所以它在樣本管理和高速藥物篩檢中是很重要的。氘代二甲基亚砜是核磁共振的常用溶剂。
在某些條件下，當二甲基亞碸與醯氯接觸時，會發生爆炸性反應。

## 其他極性非質子性溶劑
二甲基亞碸是重要的極性非質子溶劑。它的毒性比其他如二甲基甲醯胺（DMF）、二甲基乙醯胺（ DMAC）、N-甲基吡咯烷酮（NMP）及六甲基磷醯胺 （HMPA）等此類溶劑低。

## 安全性
二甲基亞碸極易滲透皮膚。例如氰化鈉的二甲基亞碸溶液可經由皮膚接觸造成氰化物中毒。而二甲基亞碸本身毒性較低。
二甲基亞碸亦能刺激皮膚，光滑的皮膚一般上比粗糙皮膚易受到刺激。

## 外部連結
- International Chemical Safety Card 0459（页面存档备份，存于）